# Dryopteris wechteriana
Dryopteris wechteriana är en träjonväxtart som beskrevs av Fraser-jenk. Dryopteris wechteriana ingår i släktet Dryopteris och familjen Dryopteridaceae. Inga underarter finns listade.